# Braconinae
Braconinae é uma das principais subfamílias de vespas da família Braconidae (insetos da ordem Hymenoptera), apresentando até o momento mais de 3000 espécies descritas mundialmente, distribuídas por cerca de 150 gêneros. Na região Neotropical estão registrados 25 gêneros, sendo que no Brasil contamos até o momento com 153 espécies em 19 gêneros registrados. São vespas de hábitos parasitóides, que atacam principalmente larvas de Lepidoptera e Coleoptera que se escondem sob o substrato, e, deste modo, incluem diversas espécies consideradas úteis como agentes de Controle Biológico.

## Discrição e distribuição
Braconinae inclui vespas de tamanho pequeno a médio, geralmente variando do preto, ao marrom e amarelo, raramente vermelhas. Distinguem-se das demais subfamílias por conta do padrão de venação das asas, no que uma região de fusão das veias Cubital e Medial (Cu+M) é mais curta que metade de toda a veia M. Nas asas posteriores, a veia m-cu está ausente. Ademais, apresentam as mandíbulas marcadas por uma depressão arredondada pelo encaixe com as peças bucais superiores (o labro e o clípeo), sendo esta chamada de condição ciclóstoma. As fêmeas costumam ser mais robustas do que os machos, e apresentam o ovipositor longo e aparente.

## Biologia
Atuam como parasitoides idiobiontes de larvas de besouros e mariposas (algumas poucas espécies, principalmente do gênero Bracon, atacam alguns grupos de Diptera e de outras vespas mais basais "Symphyta") escondidas em substratos, as quais localizam e perfuram usando seu longo ovipositor. Ao atingirem o hospedeiro, paralisam-no com toxinas injetadas pelo ovipositor, antes de colocar um ou mais ovos (a depender da espécie), geralmente sobre o hospedeiro.

## Utilidade Econômica
Por conta de seus hábitos de vida como vespas parasitoides, diversas espécies desta subfamília são estudadas e aplicadas como agentes de controle biológico, tais como Bracon mellitor contra larvas de gorgulhos, Bracon brevicornis contra as lagartas da soja e do milho dentre outras pragas, Bracon lucileae contra a traça Tuta absoluta, e Bracon hebetor.

## Tribos
- Adeshini
- Aphrastobraconini
- Argamaniini
- Bathyaulacini
- Braconini
- Coeloidini
- Euurobraconini
- Glyptomorphini
- Gnathobraconini
- Physaraiini
- Rhammurini
- Vaepellini